# Provincia de La Libertad
La provincia de La Libertad es la más reciente de las provincias del Departamento de Boyacá, e integró algunos municipios de provincias de Sugamuxi y Valderrama por el decreto 1509 del 27 de diciembre de 1995. Su nombre se debe a que en el territorio, el ejército patriota obtuvo su primer gran triunfo contra las fuerzas realistas, además de haber sido la puerta de entrada en el departamento de Boyacá del ejército de Simón Bolívar quien se dirigía hacia Santafé (Bogotá).

## Municipios
| Insignia | Nombre         | Área (km²) | Habitantes | Altitud (m s. n. m.) | Año de fundación | Código postal |
| -------- | -------------- | ---------- | ---------- | -------------------- | ---------------- | ------------- |
|          | Labranzagrande | 625        | 3.685      | 1100                 | 1586             | 151840        |
|          | Pajarito       | 322        | 2.527      | 793                  | 1853             | 152401        |
|          | Paya           | 435,5      | 2.763      | 975                  | 1600             | 151820        |
|          | Pisba          | 469,12     | 1.859      | 1490                 | 1629             | 151801        |
| -        | Total          | 1851,62    | 10.834     | -                    | -                | -             |

## Límites territoriales
| Noroeste: Valderrama | Norte: Valderrama | Nordeste: Casanare |
| Oeste: Sugamuxi      |                   | Este: Casanare     |
| Suroeste: Sugamuxi   | Sur: Casanare     | Sureste: Casanare  |

## Galería fotográfica

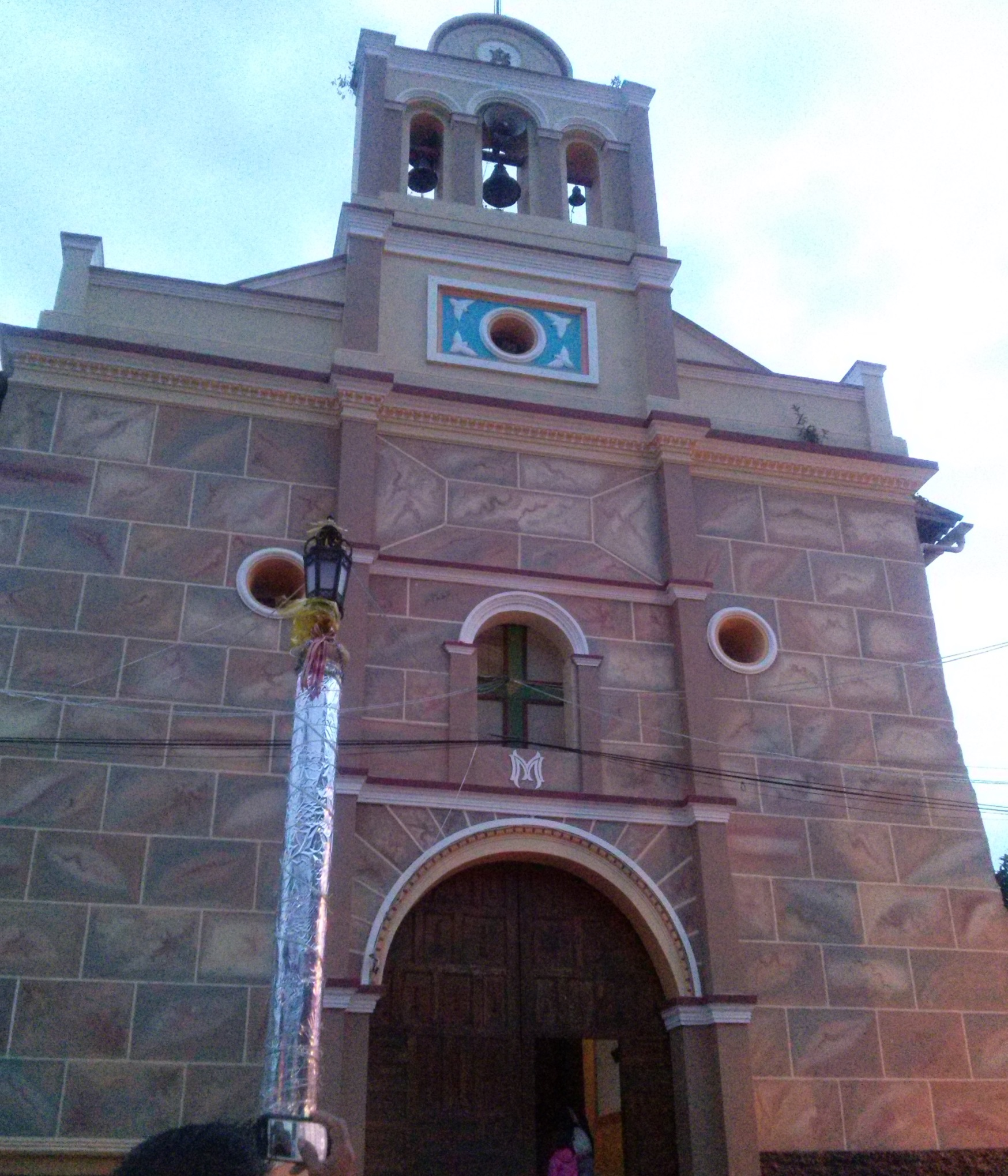
Iglesia de Labranzagrande.
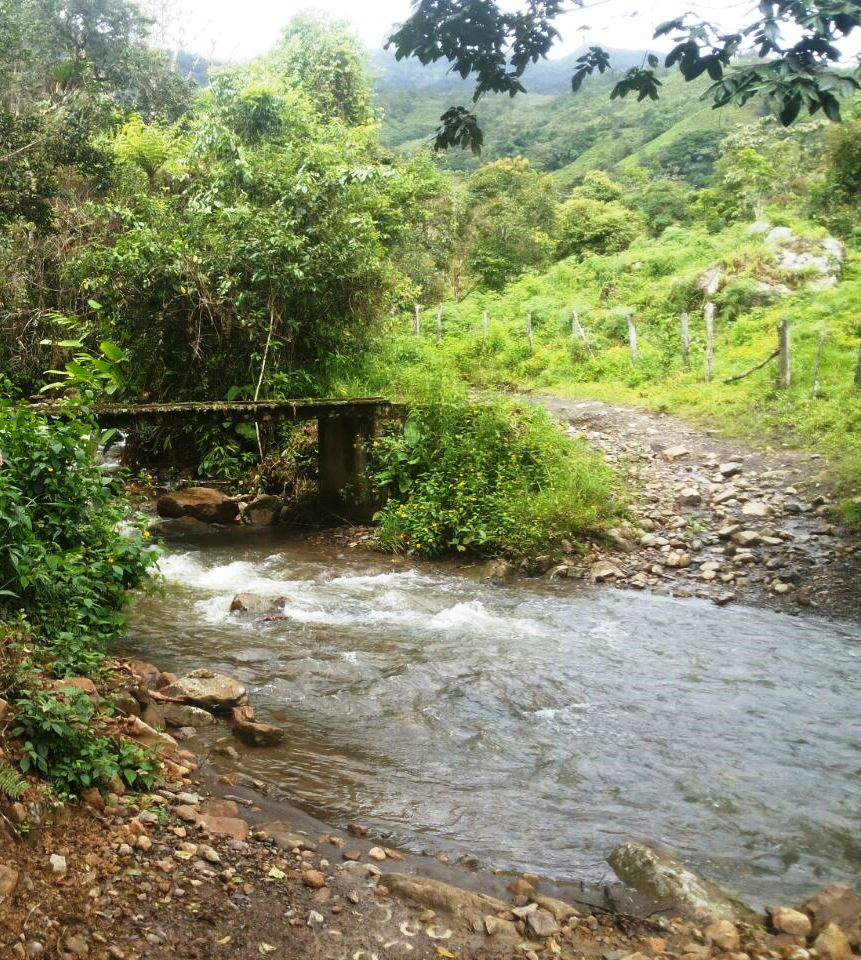
Puente en la vereda Ochica de Labranzagrande.
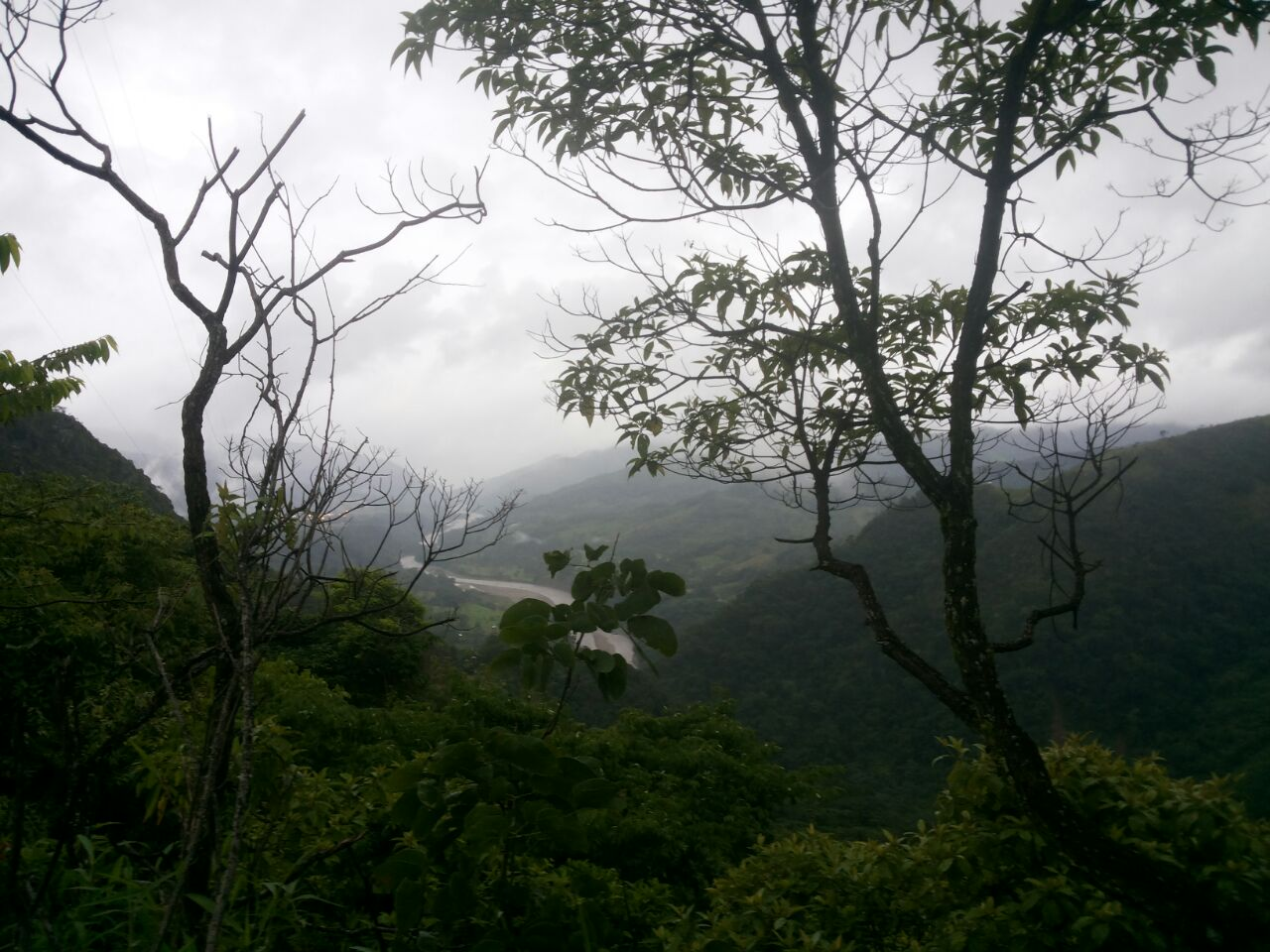
Vista de la vereda Guayabal, en Labranzagrande.
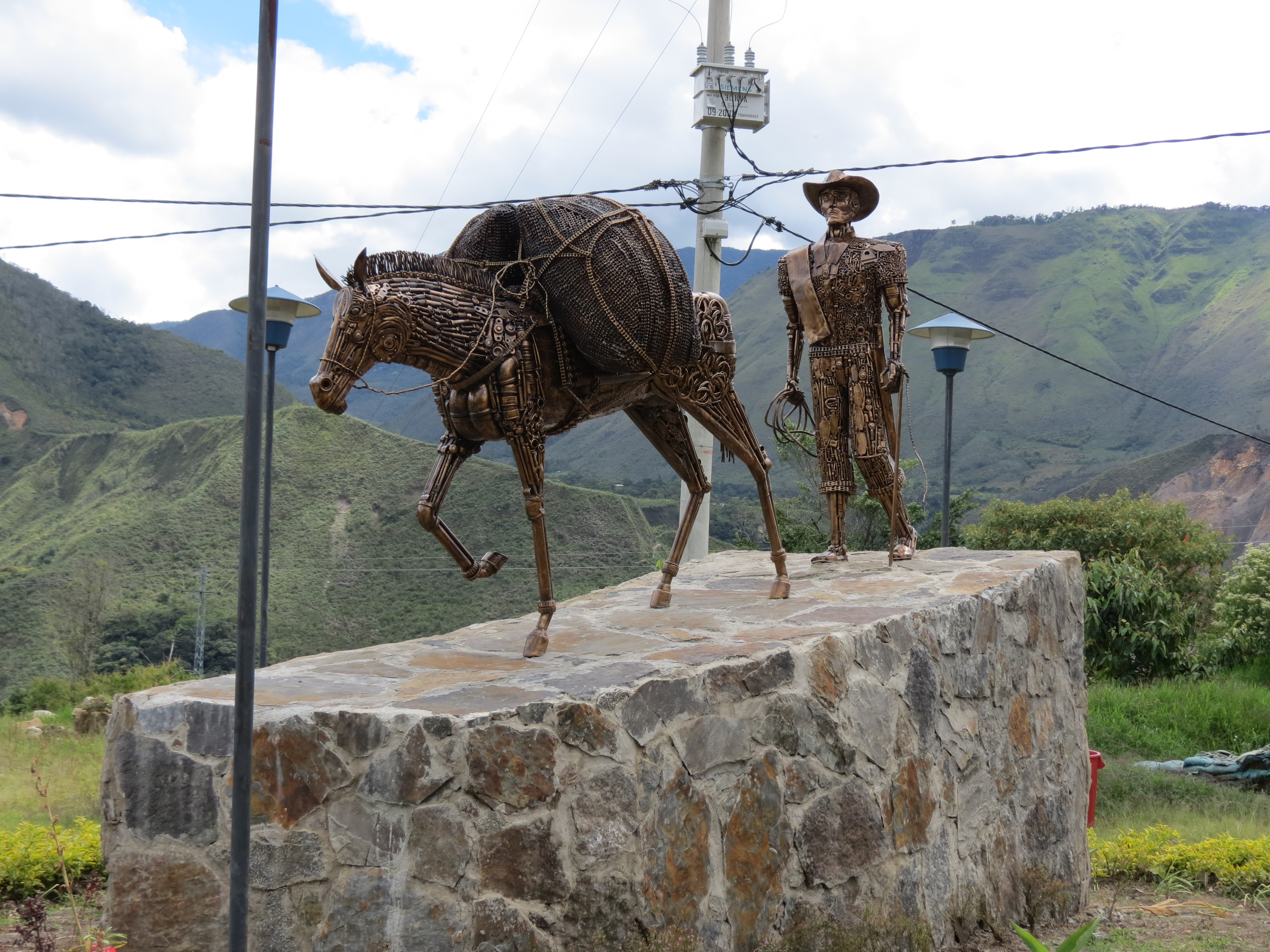
Monumento a los campesinos cafeteros en Pisba.